# おれの人生始発駅
「おれの人生始発駅」（おれのじんせいしはつえき）は、2002年1月23日に発売された鳥羽一郎のシングル。

## 解説
- 20周年記念アルバム『紀伊半島』からのシングルカット。

## 収録曲
- 両楽曲共に、作曲：鈴木淳／編曲：南郷達也

1. おれの人生始発駅（4分2秒）
  - 作詞：荒川利夫
2. 巡航船春風丸（3分53秒）
  - 作詞：もず唱平
3. おれの人生始発駅（オリジナル・カラオケ）
4. 巡航船春風丸（オリジナル・カラオケ）